# Anderson Luís de Souza
Deco, all'anagrafe Anderson Luís de Souza (São Bernardo do Campo, 27 agosto 1977), è un procuratore sportivo, dirigente sportivo ed ex calciatore brasiliano naturalizzato portoghese, di ruolo centrocampista, direttore sportivo del Barcellona.
Considerato uno dei migliori centrocampisti della sua generazione, è uno dei pochi calciatori ad aver vinto la UEFA Champions League con due squadre diverse, Porto e Barcellona. È stato inserito per tre volte tra i candidati alla vittoria del Pallone d'oro (2003, 2004, 2006) arrivando a ricoprire nel 2004 la seconda posizione alle spalle di Andrij Ševčenko.
Nel 1999 fu eletto dal quotidiano portoghese Record "rivelazione dell'anno", mentre nel 2004 ha vinto il titolo di calciatore portoghese dell'anno. Nel 2016 è stato inoltre inserito tra le Leggende del calcio del Golden Foot.

## Biografia
Sposatosi all'età di 19 anni, ha una figlia nata nel 1998.

## Caratteristiche tecniche
(José Mourinho)
Calciatore polivalente, Deco si è affermato dapprima con la maglia del Porto di Mourinho nel ruolo di centrocampista centrale. Dotato di classe cristallina, aveva nella facilità di dribbling e nella visione di gioco i suoi punti di forza, dimostrando di essere un eccellente assist-man.
Carente sotto il punto di vista atletico, Deco riusciva comunque a competere con giocatori di stazza e atletismo maggiore. Abile anche nei calci di punizione, il suo repertorio tecnico comprendeva altresì l'ottimo tiro e la capacità di effettuare precisi cross e lanci lunghi.

## Carriera

### Club

#### Esordi
Deco iniziò la sua carriera in Brasile, al Nacional Atlético Clube di San Paolo dove rimase un anno, debuttando nella serie A brasiliana all'età di 18 anni. Venne in seguito acquistato dal Corinthians; lì, dopo aver giocato 2 partite, il club spostò nella squadra delle riserve, il Corinthians Alagoano.
Nel 1997, a 20 anni non ancora compiuti, Deco si trasferì dal Brasile in Portogallo, passando dal Corinthians al Benfica insieme al compagno brasiliano Caju in cambio dell'equivalente di € 4 milioni odierni. Subito la squadra di Lisbona decise di mandarlo in prestito all'Alverca, squadra della seconda divisione portoghese, per una stagione. Qui Deco collezionò 32 presenze, 13 gol e 11 assist, arrivando ad un passo dal rinnovo con il Benfica. Tuttavia il club di Lisbona ed il rappresentante del giocatore non riuscirono a raggiungere un accordo, poiché l'allora manager scozzese Graeme Souness non credeva che valesse la pena tenerselo. Il Benfica lo cedette così a titolo definitivo e a costo zero al Salgueiros, squadra di Porto e club satellite del F.C. Porto, nella stagione 1998-1999, dove ha totalizzato 12 presenze e 2 marcature. In seguito il giocatore venne acquistato dal F.C. Porto nella sessione invernale del calciomercato per l'equivalente di 1 miliardo di lire.

#### Porto
Sotto la guida dell'allenatore José Mourinho, nella stagione 2002-2003 segnò 10 goal in 30 partite; quell'anno ricevette anche diciassette cartellini gialli ed un rosso diretto. Nella stessa annata vinse la Coppa UEFA in finale contro il Celtic, che si sommò alle affermazioni in campionato e in Coppa di Portogallo, successi che formarono una "tripletta" per il giocatore e per la squadra. In estate il Porto fu sconfitto dal Milan nella partita che assegnava la Supercoppa europea. Nella stagione seguente la squadra riuscì a conquistare la UEFA Champions League. Nella finale contro il Monaco Deco mise a segno il gol del 2-0 (risultato finale 3-0). Alla fine del torneo fu insignito del premio di miglior centrocampista della competizione alla cerimonia di consegna degli UEFA Club Football Awards. A questo trionfo internazionale seguì anche quello in campionato, il secondo consecutivo.
Nell'estate del 2004 Deco fu acquistato dal F.C. Barcellona per 21 milioni di euro, compreso il cartellino di Ricardo Quaresma, che fece così il tragitto opposto. Nel corso della sua permanenza al Porto, Deco totalizzò 148 presenze e 33 reti nella Primeira Liga portoghese.

#### Barcellona

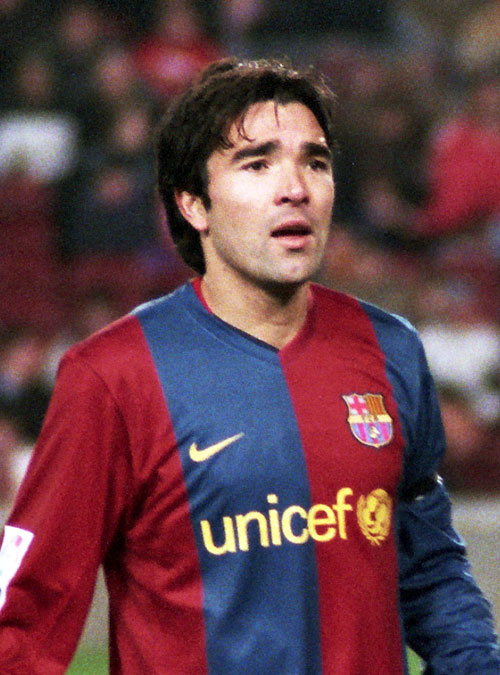
Deco in azione con il Barcellona nel 2006

Al Barcellona venne schierato da Frank Rijkaard come un centrocampista puro. Nel dicembre del 2004 si piazzò secondo nella classifica del Pallone d'oro, dietro l'ucraino Andrij Ševčenko del Milan e davanti al compagno di squadra Ronaldinho.
Dopo i segnali di ripresa arrivati nella seconda parte della stagione 2003-2004, Deco aiutò la squadra catalana ad occupare saldamente il primo posto nella Liga dall'inizio alla fine della stagione 2004-2005 e ad aggiudicarsi così il titolo nazionale dopo cinque anni. In UEFA Champions League il Barcellona fu eliminato dal Chelsea nel doppio confronto valido per gli ottavi di finale (vittoria per 2-1 al Camp Nou e sconfitta per 4-2 a Stamford Bridge).
La stagione 2005-2006 si concluse con il double Liga-Champions League. Dopo aver battuto ad agosto il Betis, nella gara valida per l'assegnazione della Supercoppa di Spagna, nella quale Deco fu autore di due reti, il Barcellona si aggiudicò la Liga per la diciottesima volta, con dodici punti di vantaggio sulla seconda classificata, il Real Madrid, e la UEFA Champions League per la seconda volta nella propria storia. Per le prestazioni fornite in Champions, Deco fu nuovamente nominato miglior centrocampista della competizione, premio che si era aggiudicato anche due anni prima.
Con la seconda vittoria in Europa, Deco si unisce al gruppo di giocatori che hanno vinto più Champions League con squadre diverse. Tale gruppo comprende giocatori del calibro di Cristiano Ronaldo (Real Madrid e Manchester United), Toni Kroos (Bayern Monaco e Real Madrid), Clarence Seedorf (Ajax, Real Madrid e Milan), Marcel Desailly (Olympique Marsiglia e Milan), Frank Rijkaard (Milan e Ajax), Didier Deschamps (Marsiglia e Juventus), Owen Hargreaves (Bayern Monaco e Manchester United), Xabi Alonso (Liverpool e Real Madrid), Edwin van der Sar (Ajax e Manchester United), Paulo Sousa (Juventus, Borussia Dortmund) e Eto'o (Barcellona e Inter). In quell'anno Deco venne anche nominato miglior giocatore della Coppa del mondo per club FIFA e uomo-partita della finale, terminata tuttavia con la vittoria dell'Internacional.
Nell'estate del 2007 Deco aveva una clausola rescissoria pari a 75 milioni di euro.
Dopo la fine dell'esperienza di Rijkaard sulla panchina catalana, nell'estate del 2008 Deco  –  ormai riserva al Barça a causa dell'elevata concorrenza di altri quotati giocatori  –  come anticipato dal nuovo allenatore Josep Guardiola, lasciò il club spagnolo per trasferirsi al Chelsea, che aveva investito 10 milioni di euro per l'acquisto e che gli fece sottoscrivere un contratto di tre anni.

#### Chelsea

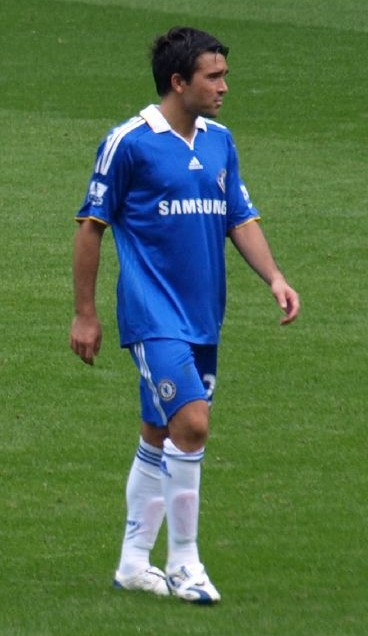
Deco con la maglia del Chelsea

Deco arrivò al Chelsea come primo acquisto londinese della gestione di Luiz Felipe Scolari, anch'egli alla sua prima stagione a Londra dopo l'esperienza come allenatore del Portogallo.
L'esordio di Deco nel Chelsea fu proficuo: grazie a due gol nelle prime due partite di campionato (contro il Portsmouth e il Wigan Athletic) venne eletto giocatore del mese di agosto della Premier League. Seguì il suo debutto in Champions League con la maglia dei Blues, il 16 settembre. Infortunatosi in allenamento, tornò in campo il 19 ottobre 2008, entrando come sostituto in una partita contro il Middlesbrough. Fu espulso nella partita persa per 3-1 contro la Roma il 4 novembre 2008. Dopo questa gara Deco segnò in campionato una rete contro il Bolton, il 6 dicembre. Da quel momento i suoi spazi in squadra si ridussero progressivamente, soprattutto dopo l'esonero di Scolari, avvenuto nel febbraio 2009.
Il nuovo allenatore Carlo Ancelotti dichiarò di voler puntare sul calciatore portoghese, nonostante voci che lo volevano tra i partenti. Iniziata l'annata dalla panchina nella partita di Supercoppa d'Inghilterra contro il Manchester Utd, il giocatore ebbe un avvio di 2009-2010 positivo: entrato come sostituto nella partita contro l'Hull City, fornì l'assist decisivo per il gol di Didier Drogba. In seguito segnò una rete nella vittoria per 3-1 contro il Sunderland. Contro l'Atlético Madrid ottenne la sua centesima presenza in UEFA Champions League. Il secondo gol stagionale lo mise a segno contro il Bolton in Coppa di Lega. Impiegato con regolarità da Ancelotti per tutto il periodo autunnale, fu costretto all'arresto per una serie di infortuni nel periodo natalizio. Tornato in campo contro il Preston, Hull City e Birmingham, un nuovo infortunio lo costrinse ad un nuovo stop. Scese nuovamente in campo contro il Portsmouth, propiziando il primo gol dei Blues messo a segno da Drogba. Ad un anno dalla scadenza del suo contratto, venne acquistato dal Fluminense.

#### Fluminense F.C. e ritiro
Con il Fluminense vinse subito il campionato brasiliano.
Il 26 agosto 2013, dopo aver subito quattro lesioni muscolari in un anno, annunciò il proprio ritiro dall'attività agonistica. Il giorno del ritiro dichiarò:
Il 26 luglio 2014 celebrò il suo addio al calcio, con una amichevole disputata a Porto tra le sue due ex squadre, F.C. Porto e F.C. Barcelona, insieme a numerosi suoi vecchi compagni. La partita ebbe come risultato finale di 4-4 e Deco indossò entrambe le maglie e segnò l'ultima rete con un pallonetto, per poi uscire dal campo tra l'applauso dei tifosi.

### Nazionale

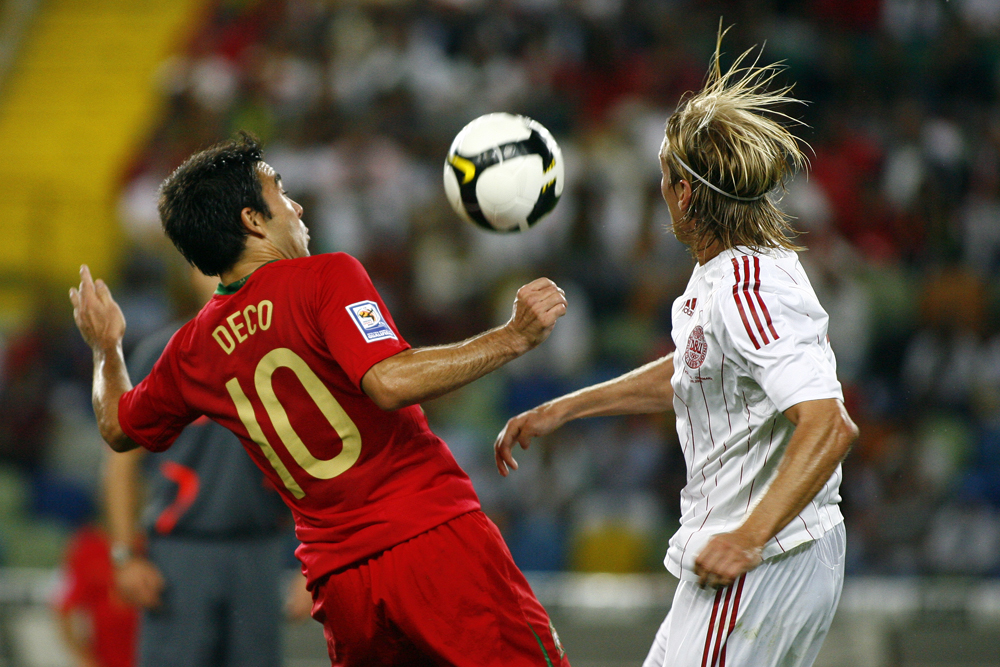
Deco (a sinistra) durante la gara con la Danimarca del 10 settembre 2008

Non essendo mai stato chiamato dalla nazionale brasiliana (che negli anni 2000 poteva contare su altri centrocampisti offensivi di elevato tasso tecnico come Ronaldinho, Rivaldo e Juninho), Deco assunse la cittadinanza portoghese e divenne così convocabile per la rappresentativa lusitana. Nonostante ciò, la sua possibile convocazione fu molto discussa dato che nessuno dei suoi bisnonni, nonni o genitori erano portoghesi, e dato che era nato e cresciuto in Brasile.
Il suo esordio avviene comunque il 29 marzo 2003, in un'amichevole proprio contro i verdeoro nella quale, entrato al posto di Sergio Conceicao, realizzò su punizione il gol vittoria. Questa fu la prima vittoria del Portogallo contro il Brasile dopo la Coppa del Mondo del 1966. Da quel momento, le proteste sulla convocazione di Deco cessarono fino all'Europeo del 2004, dove il suo connazionale Luis Figo criticò aspramente l'inclusione di Deco affermando:
Dopo aver ottenuto il secondo posto nella competizione, Deco, essendo comunque uno dei calciatori principali della nazionale portoghese, fu convocato anche per il campionato mondiale del 2006, dove ottenne con la squadra il quarto posto. Durante la rassegna iridata in Germania segnò una rete nella vittoria per 2-0 contro l'Iran. All'Europeo del 2008 andò a segno contro la Repubblica Ceca nella partita terminata 3-1 per i portoghesi.
Deco conta 75 presenze con la nazionale lusitana, l'ultima delle quali risale al Mondiale del 2010 contro la Costa d'Avorio.

## Dopo il ritiro
Dopo il ritiro intraprende la carriera da procuratore al fianco di Jorge Mendes mentre nel marzo 2019 viene scelto come ambasciatore per l'Europeo 2020. Con la sua agenzia D20 Sports ha gestito gli interessi di diversi calciatori tra i quali Raphinha, Tapsoba e altri.
Dal 16 agosto 2023 è il direttore sportivo del Barcellona.

## Statistiche
Tra club e nazionale maggiore, Deco ha giocato 661 partite segnando 101 reti, alla media di 0,15 gol a partita.

### Presenze e reti nei club
| Stagione          | Squadra           | Campionato        | Campionato | Campionato | Coppe nazionali | Coppe nazionali | Coppe nazionali | Coppe continentali | Coppe continentali | Coppe continentali | Altre coppe | Altre coppe | Altre coppe | Totale | Totale |
| Stagione          | Squadra           | Comp              | Pres       | Reti       | Comp            | Pres            | Reti            | Comp               | Pres               | Reti               | Comp        | Pres        | Reti        | Pres   | Reti   |
| ----------------- | ----------------- | ----------------- | ---------- | ---------- | --------------- | --------------- | --------------- | ------------------ | ------------------ | ------------------ | ----------- | ----------- | ----------- | ------ | ------ |
| 1996              | Corinthians       | A                 | 2          | 0          | -               | -               | -               | -                  | -                  | -                  | -           | -           | -           | 2      | 0      |
| 1997-1998         | Alverca           | SL                | 32         | 13         | CP              | 0               | 0               | -                  | -                  | -                  | -           | -           | -           | 32     | 13     |
| 1998-gen. 1999    | Salgueiros        | PL                | 12         | 2          | CP              | 1               | 0               | -                  | -                  | -                  | -           | -           | -           | 13     | 2      |
| gen.-giu. 1999    | Porto             | PL                | 6          | 0          | CP              | -               | -               | UCL                | -                  | -                  | SP          | -           | -           | 6      | 0      |
| 1999-2000         | Porto             | PL                | 23         | 1          | CP              | 4               | 3               | UCL                | 11                 | 3                  | SP          | 0           | 0           | 38     | 7      |
| 2000-2001         | Porto             | PL                | 31         | 6          | CP              | 4               | 0               | CU                 | 10                 | 0                  | SP          | 2           | 0           | 47     | 6      |
| 2001-2002         | Porto             | PL                | 30         | 13         | CP              | 2               | 0               | UCL                | 15                 | 6                  | SP          | 1           | 0           | 48     | 19     |
| 2002-2003         | Porto             | PL                | 30         | 10         | CP              | 3               | 1               | CU                 | 12                 | 1                  | -           | -           | -           | 45     | 12     |
| 2003-2004         | Porto             | PL                | 28         | 2          | CP              | 3               | 0               | UCL                | 12                 | 2                  | SP+SU       | 1+1         | 0           | 45     | 4      |
| Totale Porto      | Totale Porto      | Totale Porto      | 148        | 32         |                 | 16              | 4               |                    | 60                 | 12                 |             | 5           | 0           | 229    | 48     |
| 2004-2005         | Barcellona        | PD                | 35         | 6          | CR              | 0               | 0               | UCL                | 7                  | 2                  | -           | -           | -           | 42     | 8      |
| 2005-2006         | Barcellona        | PD                | 29         | 3          | CR              | 1               | 0               | UCL                | 11                 | 2                  | SS          | 2           | 0           | 43     | 5      |
| 2006-2007         | Barcellona        | PD                | 31         | 1          | CR              | 3               | 0               | UCL                | 8                  | 2                  | SS+SU+Cmc   | 2+1+2       | 2+0+1       | 47     | 6      |
| 2007-2008         | Barcellona        | PD                | 18         | 1          | CR              | 5               | 0               | UCL                | 6                  | 0                  | -           | -           | -           | 29     | 1      |
| Totale Barcelona  | Totale Barcelona  | Totale Barcelona  | 113        | 11         |                 | 9               | 0               |                    | 32                 | 6                  |             | 7           | 3           | 161    | 20     |
| 2008-2009         | Chelsea           | PL                | 24         | 3          | FACup+CdL       | 1+1             | 0               | UCL                | 4                  | 0                  | -           | -           | -           | 30     | 3      |
| 2009-2010         | Chelsea           | PL                | 19         | 2          | FACup+CdL       | 2+2             | 0+1             | UCL                | 4                  | 0                  | CS          | 1           | 0           | 28     | 3      |
| Totale Chelsea    | Totale Chelsea    | Totale Chelsea    | 43         | 5          |                 | 6               | 1               |                    | 8                  | 0                  |             | 1           | 0           | 58     | 6      |
| lug. -dic.2010    | Fluminense        | A/RJ+A            | 0+16       | 0+1        | -               | -               | -               | -                  | -                  | -                  | -           | -           | -           | 16     | 1      |
| 2011              | Fluminense        | A/RJ+A            | 5+18       | 0+0        | -               | -               | -               | CL                 | 2                  | 1                  | -           | -           | -           | 25     | 1      |
| 2012              | Fluminense        | A/RJ+A            | 11+17      | 3+1        | -               | -               | -               | CL                 | 8                  | 1                  | -           | -           | -           | 36     | 5      |
| 2013              | Fluminense        | A/RJ+A            | 5+5        | 0+0        | CB              | 1               | 0               | CL                 | 3                  | 0                  | -           | -           | -           | 14     | 0      |
| Totale Fluminense | Totale Fluminense | Totale Fluminense | 21+56      | 3+2        |                 | 1               | 0               |                    | 13                 | 2                  |             | -           | -           | 91     | 7      |
| Totale carriera   | Totale carriera   | Totale carriera   | 427        | 68         |                 | 33              | 5               |                    | 113                | 20                 |             | 13          | 3           | 586    | 96     |

### Cronologia presenze e reti in nazionale
| Cronologia completa delle presenze e delle reti in nazionale ― Portogallo | Cronologia completa delle presenze e delle reti in nazionale ― Portogallo | Cronologia completa delle presenze e delle reti in nazionale ― Portogallo | Cronologia completa delle presenze e delle reti in nazionale ― Portogallo | Cronologia completa delle presenze e delle reti in nazionale ― Portogallo | Cronologia completa delle presenze e delle reti in nazionale ― Portogallo | Cronologia completa delle presenze e delle reti in nazionale ― Portogallo | Cronologia completa delle presenze e delle reti in nazionale ― Portogallo |
| Data                                                                      | Città                                                                     | In casa                                                                   | Risultato                                                                 | Ospiti                                                                    | Competizione                                                              | Reti                                                                      | Note                                                                      |
| ------------------------------------------------------------------------- | ------------------------------------------------------------------------- | ------------------------------------------------------------------------- | ------------------------------------------------------------------------- | ------------------------------------------------------------------------- | ------------------------------------------------------------------------- | ------------------------------------------------------------------------- | ------------------------------------------------------------------------- |
| 29-3-2003                                                                 | Porto                                                                     | Portogallo                                                                | 2 – 1                                                                     | Brasile                                                                   | Amichevole                                                                | 1                                                                         |                                                                           |
| 2-4-2003                                                                  | Losanna                                                                   | Portogallo                                                                | 1 – 0                                                                     | Macedonia                                                                 | Amichevole                                                                | -                                                                         |                                                                           |
| 30-4-2003                                                                 | Eindhoven                                                                 | Paesi Bassi                                                               | 1 – 1                                                                     | Portogallo                                                                | Amichevole                                                                | -                                                                         |                                                                           |
| 6-6-2003                                                                  | Braga                                                                     | Portogallo                                                                | 0 – 0                                                                     | Paraguay                                                                  | Amichevole                                                                | -                                                                         |                                                                           |
| 20-8-2003                                                                 | Chaves                                                                    | Portogallo                                                                | 1 – 0                                                                     | Kazakistan                                                                | Amichevole                                                                | -                                                                         |                                                                           |
| 6-9-2003                                                                  | Guimarães                                                                 | Portogallo                                                                | 0 – 3                                                                     | Spagna                                                                    | Amichevole                                                                | -                                                                         |                                                                           |
| 10-9-2003                                                                 | Oslo                                                                      | Norvegia                                                                  | 0 – 1                                                                     | Portogallo                                                                | Amichevole                                                                | -                                                                         |                                                                           |
| 15-11-2003                                                                | Aveiro                                                                    | Portogallo                                                                | 1 – 1                                                                     | Grecia                                                                    | Amichevole                                                                | -                                                                         |                                                                           |
| 19-11-2003                                                                | Leiria                                                                    | Portogallo                                                                | 8 – 0                                                                     | Kuwait                                                                    | Amichevole                                                                | -                                                                         |                                                                           |
| 18-2-2004                                                                 | Faro                                                                      | Portogallo                                                                | 1 – 1                                                                     | Inghilterra                                                               | Amichevole                                                                | -                                                                         |                                                                           |
| 31-3-2004                                                                 | Braga                                                                     | Portogallo                                                                | 1 – 2                                                                     | Italia                                                                    | Amichevole                                                                | -                                                                         |                                                                           |
| 29-5-2004                                                                 | Águeda                                                                    | Portogallo                                                                | 3 – 0                                                                     | Lussemburgo                                                               | Amichevole                                                                | -                                                                         |                                                                           |
| 5-6-2004                                                                  | Setúbal                                                                   | Portogallo                                                                | 4 – 1                                                                     | Lituania                                                                  | Amichevole                                                                | -                                                                         |                                                                           |
| 12-6-2004                                                                 | Porto                                                                     | Portogallo                                                                | 1 – 2                                                                     | Grecia                                                                    | Euro 2004 - 1º turno                                                      | -                                                                         |                                                                           |
| 16-6-2006                                                                 | Lisbona                                                                   | Russia                                                                    | 0 – 2                                                                     | Portogallo                                                                | Euro 2004 - 1º turno                                                      | -                                                                         |                                                                           |
| 20-6-2004                                                                 | Lisbona                                                                   | Spagna                                                                    | 0 – 1                                                                     | Portogallo                                                                | Euro 2004 - 1º turno                                                      | -                                                                         |                                                                           |
| 24-6-2004                                                                 | Lisbona                                                                   | Portogallo                                                                | 2 – 2 dts (6 - 5 dtr)                                                     | Inghilterra                                                               | Euro 2004 - Quarti di finale                                              | -                                                                         |                                                                           |
| 30-6-2004                                                                 | Lisbona                                                                   | Portogallo                                                                | 2 – 1                                                                     | Paesi Bassi                                                               | Euro 2004 - Semifinali                                                    | -                                                                         |                                                                           |
| 4-7-2004                                                                  | Lisbona                                                                   | Portogallo                                                                | 0 – 1                                                                     | Grecia                                                                    | Euro 2004 - Finale                                                        | -                                                                         |                                                                           |
| 4-9-2004                                                                  | Riga                                                                      | Lettonia                                                                  | 0 – 2                                                                     | Portogallo                                                                | Qual. Mondiali 2006                                                       | -                                                                         |                                                                           |
| 8-9-2004                                                                  | Leiria                                                                    | Portogallo                                                                | 4 – 0                                                                     | Estonia                                                                   | Qual. Mondiali 2006                                                       | -                                                                         |                                                                           |
| 9-10-2004                                                                 | Vaduz                                                                     | Liechtenstein                                                             | 2 – 2                                                                     | Portogallo                                                                | Qual. Mondiali 2006                                                       | -                                                                         |                                                                           |
| 13-10-2004                                                                | Lisbona                                                                   | Portogallo                                                                | 7 – 1                                                                     | Russia                                                                    | Qual. Mondiali 2006                                                       | 1                                                                         |                                                                           |
| 17-11-2004                                                                | Lussemburgo                                                               | Lussemburgo                                                               | 0 – 5                                                                     | Portogallo                                                                | Qual. Mondiali 2006                                                       | -                                                                         |                                                                           |
| 9-2-2005                                                                  | Dublino                                                                   | Irlanda                                                                   | 1 – 0                                                                     | Portogallo                                                                | Amichevole                                                                | -                                                                         |                                                                           |
| 26-3-2005                                                                 | Barcelos                                                                  | Portogallo                                                                | 4 – 1                                                                     | Canada                                                                    | Amichevole                                                                | -                                                                         |                                                                           |
| 30-3-2005                                                                 | Bratislava                                                                | Slovacchia                                                                | 1 – 1                                                                     | Portogallo                                                                | Qual. Mondiali 2006                                                       | -                                                                         |                                                                           |
| 4-6-2005                                                                  | Lisbona                                                                   | Portogallo                                                                | 2 – 0                                                                     | Slovacchia                                                                | Qual. Mondiali 2006                                                       | -                                                                         |                                                                           |
| 8-6-2005                                                                  | Tallinn                                                                   | Estonia                                                                   | 0 – 1                                                                     | Portogallo                                                                | Qual. Mondiali 2006                                                       | -                                                                         |                                                                           |
| 3-9-2005                                                                  | Faro                                                                      | Portogallo                                                                | 6 – 0                                                                     | Lussemburgo                                                               | Qual. Mondiali 2006                                                       | -                                                                         |                                                                           |
| 7-9-2005                                                                  | Mosca                                                                     | Russia                                                                    | 0 – 0                                                                     | Portogallo                                                                | Qual. Mondiali 2006                                                       | -                                                                         |                                                                           |
| 12-10-2005                                                                | Porto                                                                     | Portogallo                                                                | 3 – 0                                                                     | Lettonia                                                                  | Qual. Mondiali 2006                                                       | -                                                                         |                                                                           |
| 1-3-2006                                                                  | Düsseldorf                                                                | Arabia Saudita                                                            | 0 – 3                                                                     | Portogallo                                                                | Amichevole                                                                | -                                                                         |                                                                           |
| 27-5-2006                                                                 | Évora                                                                     | Portogallo                                                                | 4 – 1                                                                     | Capo Verde                                                                | Amichevole                                                                | -                                                                         |                                                                           |
| 3-6-2006                                                                  | Metz                                                                      | Lussemburgo                                                               | 0 – 3                                                                     | Portogallo                                                                | Amichevole                                                                | -                                                                         |                                                                           |
| 17-6-2006                                                                 | Francoforte                                                               | Portogallo                                                                | 2 – 0                                                                     | Iran                                                                      | Mondiali 2006 - 1º turno                                                  | 1                                                                         |                                                                           |
| 25-6-2006                                                                 | Norimberga                                                                | Portogallo                                                                | 1 – 0                                                                     | Paesi Bassi                                                               | Mondiali 2006 - Ottavi di finale                                          | -                                                                         |                                                                           |
| 5-7-2006                                                                  | Monaco                                                                    | Portogallo                                                                | 0 – 1                                                                     | Francia                                                                   | Mondiali 2006 - Semifinale                                                | -                                                                         |                                                                           |
| 8-7-2006                                                                  | Stoccarda                                                                 | Germania                                                                  | 3 – 1                                                                     | Portogallo                                                                | Mondiali 2006 - Finale 3º posto                                           | -                                                                         |                                                                           |
| 6-9-2006                                                                  | Helsinki                                                                  | Finlandia                                                                 | 1 – 1                                                                     | Portogallo                                                                | Qual. Euro 2008                                                           | -                                                                         |                                                                           |
| 7-10-2006                                                                 | Porto                                                                     | Portogallo                                                                | 3 – 0                                                                     | Azerbaigian                                                               | Qual. Euro 2008                                                           | -                                                                         |                                                                           |
| 11-10-2006                                                                | Chorzów                                                                   | Polonia                                                                   | 2 – 1                                                                     | Portogallo                                                                | Qual. Euro 2008                                                           | -                                                                         |                                                                           |
| 15-11-2006                                                                | Coimbra                                                                   | Portogallo                                                                | 3 – 0                                                                     | Kazakistan                                                                | Qual. Euro 2008                                                           | -                                                                         |                                                                           |
| 2-6-2007                                                                  | Bruxelles                                                                 | Belgio                                                                    | 1 – 2                                                                     | Portogallo                                                                | Qual. Euro 2008                                                           | -                                                                         |                                                                           |
| 5-6-2007                                                                  | Madinat al-Kuwait                                                         | Kuwait                                                                    | 1 – 1                                                                     | Portogallo                                                                | Amichevole                                                                | -                                                                         | cap.                                                                      |
| 22-8-2007                                                                 | Erevan                                                                    | Armenia                                                                   | 1 – 1                                                                     | Portogallo                                                                | Qual. Euro 2008                                                           | -                                                                         |                                                                           |
| 8-9-2007                                                                  | Lisbona                                                                   | Portogallo                                                                | 2 – 2                                                                     | Polonia                                                                   | Qual. Euro 2008                                                           | -                                                                         |                                                                           |
| 12-9-2007                                                                 | Lisbona                                                                   | Portogallo                                                                | 1 – 1                                                                     | Serbia                                                                    | Qual. Euro 2008                                                           | -                                                                         |                                                                           |
| 13-10-2007                                                                | Baku                                                                      | Azerbaigian                                                               | 0 – 2                                                                     | Portogallo                                                                | Qual. Euro 2008                                                           | -                                                                         |                                                                           |
| 17-10-2007                                                                | Almaty                                                                    | Kazakistan                                                                | 1 – 2                                                                     | Portogallo                                                                | Qual. Euro 2008                                                           | -                                                                         |                                                                           |
| 6-2-2007                                                                  | Londra                                                                    | Portogallo                                                                | 2 – 0                                                                     | Brasile                                                                   | Amichevole                                                                | -                                                                         |                                                                           |
| 6-2-2008                                                                  | Zurigo                                                                    | Italia                                                                    | 3 – 1                                                                     | Portogallo                                                                | Amichevole                                                                | -                                                                         |                                                                           |
| 31-5-2008                                                                 | Viseu                                                                     | Portogallo                                                                | 2 – 0                                                                     | Georgia                                                                   | Amichevole                                                                | -                                                                         |                                                                           |
| 7-6-2008                                                                  | Ginevra                                                                   | Portogallo                                                                | 2 – 0                                                                     | Turchia                                                                   | Euro 2008 - 1º turno                                                      | -                                                                         |                                                                           |
| 11-6-2008                                                                 | Ginevra                                                                   | Rep. Ceca                                                                 | 1 – 3                                                                     | Portogallo                                                                | Euro 2008 - 1º turno                                                      | 1                                                                         |                                                                           |
| 19-6-2008                                                                 | Basilea                                                                   | Portogallo                                                                | 2 – 3                                                                     | Germania                                                                  | Euro 2008 - Quarti di finale                                              | -                                                                         |                                                                           |
| 20-8-2008                                                                 | Leiria                                                                    | Portogallo                                                                | 5 – 0                                                                     | Fær Øer                                                                   | Amichevole                                                                | -                                                                         |                                                                           |
| 6-9-2008                                                                  | Ta' Qali                                                                  | Malta                                                                     | 0 – 4                                                                     | Portogallo                                                                | Qual. Mondiali 2010                                                       | -                                                                         |                                                                           |
| 10-9-2008                                                                 | Lisbona                                                                   | Portogallo                                                                | 2 – 3                                                                     | Danimarca                                                                 | Qual. Mondiali 2010                                                       | 1                                                                         |                                                                           |
| 19-11-2008                                                                | Gama                                                                      | Brasile                                                                   | 6 – 2                                                                     | Portogallo                                                                | Amichevole                                                                | -                                                                         |                                                                           |
| 11-2-2009                                                                 | Faro                                                                      | Portogallo                                                                | 1 – 0                                                                     | Finlandia                                                                 | Amichevole                                                                | -                                                                         |                                                                           |
| 28-3-2009                                                                 | Porto                                                                     | Portogallo                                                                | 0 – 0                                                                     | Svezia                                                                    | Qual. Mondiali 2010                                                       | -                                                                         |                                                                           |
| 31-3-2009                                                                 | Losanna                                                                   | Portogallo                                                                | 2 – 0                                                                     | Sudafrica                                                                 | Amichevole                                                                | -                                                                         | cap.                                                                      |
| 6-6-2009                                                                  | Tirana                                                                    | Albania                                                                   | 1 – 2                                                                     | Portogallo                                                                | Qual. Mondiali 2010                                                       | -                                                                         |                                                                           |
| 12-8-2009                                                                 | Vaduz                                                                     | Liechtenstein                                                             | 0 – 3                                                                     | Portogallo                                                                | Amichevole                                                                | -                                                                         |                                                                           |
| 5-9-2009                                                                  | Copenaghen                                                                | Danimarca                                                                 | 1 – 1                                                                     | Portogallo                                                                | Qual. Mondiali 2010                                                       | -                                                                         |                                                                           |
| 9-9-2009                                                                  | Budapest                                                                  | Ungheria                                                                  | 0 – 1                                                                     | Portogallo                                                                | Qual. Mondiali 2010                                                       | -                                                                         |                                                                           |
| 10-10-2009                                                                | Lisbona                                                                   | Portogallo                                                                | 3 – 0                                                                     | Ungheria                                                                  | Qual. Mondiali 2010                                                       | -                                                                         |                                                                           |
| 14-10-2009                                                                | Guimarães                                                                 | Portogallo                                                                | 4 – 0                                                                     | Malta                                                                     | Qual. Mondiali 2010                                                       | -                                                                         |                                                                           |
| 18-11-2009                                                                | Zenica                                                                    | Bosnia ed Erzegovina                                                      | 0 – 1                                                                     | Portogallo                                                                | Qual. Mondiali 2010                                                       | -                                                                         |                                                                           |
| 24-5-2010                                                                 | Covilhã                                                                   | Portogallo                                                                | 0 – 0                                                                     | Capo Verde                                                                | Amichevole                                                                | -                                                                         |                                                                           |
| 1-6-2010                                                                  | Covilhã                                                                   | Portogallo                                                                | 3 – 1                                                                     | Cambogia                                                                  | Amichevole                                                                | -                                                                         |                                                                           |
| 8-6-2010                                                                  | Johannesburg                                                              | Portogallo                                                                | 3 – 0                                                                     | Mozambico                                                                 | Amichevole                                                                | -                                                                         |                                                                           |
| 15-6-2010                                                                 | Port Elizabeth                                                            | Costa d'Avorio                                                            | 0 – 0                                                                     | Portogallo                                                                | Mondiali 2010 - 1º turno                                                  | -                                                                         |                                                                           |
| Totale                                                                    |                                                                           | Presenze                                                                  | 75                                                                        |                                                                           | Reti                                                                      | 5                                                                         |                                                                           |

## Palmarès

### Club

#### Competizioni statali
- Campionato Carioca: 1

Fluminense: 2012

#### Competizioni nazionali
- Campionato portoghese: 3

Porto: 1998-1999, 2002-2003, 2003-2004
- Coppa di Portogallo: 3

Porto: 1999-2000, 2000-2001, 2002-2003
- Supercoppa di Portogallo: 3

Porto: 1999, 2001, 2003
- Campionato spagnolo: 2

Barcellona: 2004-2005, 2005-2006
- Supercoppa di Spagna: 2

Barcellona: 2005, 2006
- Coppa d'Inghilterra: 2

Chelsea: 2008-2009, 2009-2010
- Community Shield: 1

Chelsea: 2009
- Campionato inglese: 1

Chelsea: 2009-2010
- Campionato brasiliano: 2

Fluminense: 2010, 2012

#### Competizioni internazionali
- Coppa UEFA: 1

Porto: 2002-2003
- UEFA Champions League: 2

Porto: 2003-2004
Barcellona: 2005-2006

### Individuale
- Miglior centrocampista della UEFA Champions League: 1

2003-2004
- Calciatore portoghese dell'anno: 1

2004
- ESM Team of the Year: 1

2004-2005
- Miglior giocatore della Coppa del mondo per club FIFA: 1

2006
- FA Premier League Player Of The Month:

Agosto 2008
- Globe Soccer Awards: 1

Premio alla carriera per calciatori: 2013
- Inserito tra le "Leggende del calcio" del Golden Foot (2016)